# Колледж Беркли
Колледж Беркли (англ. Berkeley College) — колледж совместного обучения созданный в 1931 году и специализирующийся на программах в сфере бизнеса.

## Обучение в колледже
Колледж предлагает более 30 различных программ на уровне младшего специалиста (Associate’s degree) и бакалавра. В конце обучения присваиваются степени четырёх типов: Associate in Applied Science (A.A.S.), Associate in Science (A.S.), Bachelor of Science (B.S.) и Bachelor of Business Administration (B.B.A.) .

### Программы обучения
Каждая программа колледжа нацелена на получение знаний, которые в кратчайшее время будут применены в бизнесе, творчестве или на службе .
Обучение ведётся по следующим программам: менеджмент, компьютерные и информационные технологии, бизнес и управление, медицина, юриспруденция, гуманитарные науки, дизайн, актёрское искусство, журналистика, искусство, драматургия, кинематография, режиссура, музыка, организация мероприятий, психология.
Самыми популярными специальностями являются:  юриспруденция, менеджмент,  маркетинг, управление бизнесом .

### Бакалавриат
При поступлении на бакалавриат студент может выбрать обучение по следующим направлениям: международный бизнес, управление персоналом, менеджмент, предпринимательство, маркетинг и менеджмент в мире моды, менеджмент в сфере защиты окружающей среды,менеджмент информационных систем и технологий, финансовые системы, маркетинговые коммуникации,уголовное судопроизводство, услуги в сфере здравоохранения, дизайн интерьера .
Обучение длится три четверти, четвёртая используется в качестве каникул. Однако, если студент желает закончить обучение раньше, то он может выбрать обучение без каникул. В таком случае обучение может длиться не четыре, а три года .

## Статистика
В колледже обучаются более восьми тысяч студентов, из них 655 международные студенты, проходящие программы на получение степеней бакалавра и ассоциата . При этом женщины составляют примерно 60% от числа всех студентов. Большинство учащихся либо афроамериканцы, их 31% от общего числа, а также латиноамериканцы, которых тоже 31% и только 8% являются европейцами .

## Кампусы колледжа
Колледж располагается на территории восьми кампусов находящихся в Нью-Йорке и Нью-Джерси.

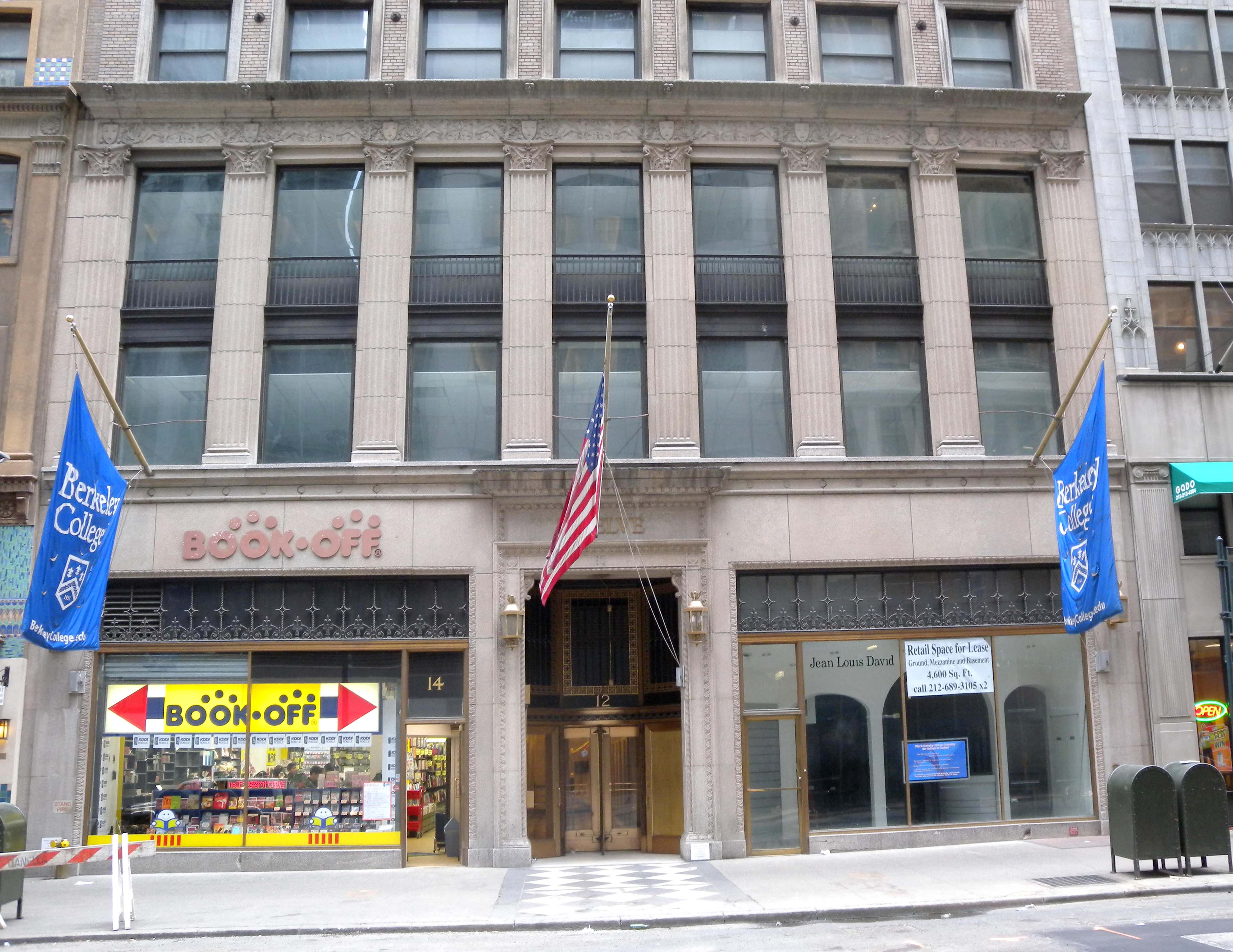
Кампус New York City Midtown, Мидтаун.

### Нью-Йорк
- New York City Midtown на Манхэттане (Мидтаун)
- New York City Lower Manhattan Extension Center на Манхэттане
- Brooklyn в Бруклине
- Westchester в Уайт-Плейнсе

### Нью-Джерси
- Newark в Ньюарке
- Paramus в Парамесе
- Garret Mountain Campus в Вудленд-Парке
- Middlesex в Вудбридже

## Внешние ссылки
- http://www.berkeleyknightline.com/
- https://www.facebook.com/BerkeleyCollegePage